# Leon (Iowa)
Leon és una població dels Estats Units a l'estat d'Iowa. Segons el cens del 2000 tenia 1.983 habitants.

## Demografia
Segons el cens del 2000, Leon tenia 1.983 habitants, 858 habitatges, i 513 famílies. La densitat de població era de 243,8 habitants/km².
Dels 858 habitatges en un 29,5% hi vivien nens de menys de 18 anys, en un 45,7% hi vivien parelles casades, en un 10,7% dones solteres, i en un 40,1% no eren unitats familiars. En el 36,8% dels habitatges hi vivien persones soles el 20,6% de les quals corresponia a persones de 65 anys o més que vivien soles. El nombre mitjà de persones vivint en cada habitatge era de 2,23 i el nombre mitjà de persones que vivien en cada família era de 2,9.
Per edats la població es repartia de la següent manera: un 24,7% tenia menys de 18 anys, un 7,8% entre 18 i 24, un 24% entre 25 i 44, un 20,5% de 45 a 60 i un 23% 65 anys o més.
L'edat mediana era de 40 anys. Per cada 100 dones de 18 o més anys hi havia 77,9 homes.
La renda mediana per habitatge era de 24.390 $ i la renda mediana per família de 33.083 $. Els homes tenien una renda mediana de 24.100 $ mentre que les dones 18.849 $. La renda per capita de la població era de 13.015 $. Entorn del 12,7% de les famílies i el 16,6% de la població estaven per davall del llindar de pobresa.

## Poblacions més properes
El següent diagrama mostra les poblacions més properes.